# ランフランコ
ランフランコ（イタリア語: Lanfranco）は、イタリアの建築家。11世紀から12世紀にかけて活躍した。

## 経歴
ランフランコは1099年から1110年まで、モデナを中心に活動していた。彼の作品として唯一知られているのがモデナ大聖堂である。彼の仕事の記録は、早くて13世紀に編纂されたとみられる手稿に記載された。その手稿の中で、ランフランコは「困難な仕事の中での主要な人物であり最高技師である」と評されている。
ランフランコの代表作・モデナ大聖堂の碑文には、ラテン語で「独創的かつ博識の有能な指導者であり、師匠であり親方である」と、彼のことが刻まれている。